# Ghenadi Ianaev
Ghenadi Ianaev (n. 26 august 1937- d. 24 septembrie 2010) a fost un om politic rus, vicepreședinte (27 decembrie 1990 - 4 septembrie 1991) al URSS, membru al Biroului politic al Comitetului Central al Partidului Comunist al Uniunii Sovietice, secretar al Comitetului Central al Partidului Comunist al Uniunii Sovietice (1990-1991), în perioada evenimentelor din 19-21 august 1991 a îndeplinit funcția de președinte interimar (19-21 august 1991) al URSS și șef al Comitetului de Stat pentru Situații de Urgență, locotenent-colonel în rezervă, doctor în științe istorice. 